# Chambon-Sainte-Croix
Chambon-Sainte-Croix település Franciaországban, Creuse megyében. Lakosainak száma 86 fő (2022. január 1.). Chambon-Sainte-Croix Lourdoueix-Saint-Pierre, La Celle-Dunoise, Chéniers és Fresselines községekkel határos.

## Népesség
A település népességének változása:
| Lakosok száma | 157  | 108  | 84   | 94   | 86   | 78   | 75   | 80   | 82   | 86   |
|               | 1968 | 1982 | 1990 | 2006 | 2013 | 2015 | 2017 | 2019 | 2020 | 2022 |